# 호엘 치멜리스
호엘 치멜리스(스페인어: Joel Chimelis, KBO등록명: 치멜리스, 1967년 7월 27일 ~ )는 미국 출신의 야구선수이다.
우투우타의 내야수로, 주로 메이저 리그 야구팀 샌프란시스코 자이언츠의 마이너리그 팀에서 뛰었다.
1998년 한국프로야구의 한화 이글스에 입단, 118경기에 나와 타율 .279, 17홈런 63타점을 기록했으나 수비 불안으로 시즌이 끝난 후 퇴출당했다.